# Edificio Melville's
L'Edificio Melvilles's (in inglese: Melville's Building) è uno storico edificio della città di Knysna in Sudafrica.

## Storia
L'edificio venne eretto verso il 1876 dal falegname e impresario funebre William Milne. Negli anni 1880 l'edificio ospitò gli uffici della Standard Bank, che affittò dapprima, nel 1882, una sola stanza, e poi l'intera struttura dal 1883, destinandola anche a residenza del direttore. L'edificio passò nel 1892 ad Alexander McMaster e a McFarlane nel 1896, venendo infine rilevato dalla Thesen & Co nel 1912, dalla quale venne ribattezzato Melville's.
Il timpano curvo che caratterizza il prospetto meridionale venne aggiunto nel 1922.

## Descrizione
L'edificio, che occupa un lotto d'angolo all'incrocio tra Long Street e Main Street nel centro di Knysna, presenta uno stile tipicamente vittoriano ma che incorpora anche elementi tipici dell'architettura coloniale olandese del Capo. I prospetti affacciati sulla strada sono contraddistinti dalla presenza, al piano terreno, di un porticato sorretto da colonne.